# Dębki (Basse-Silésie)
Pour l’article homonyme, voir Dębki.
Dębki est une localité polonaise de la gmina d'Udanin, située dans le powiat de Środa Śląska en voïvodie de Basse-Silésie.